# Atletisme als Jocs Olímpics d'Estiu de 1924 - 200 metres masculins
Els 200 metres masculins va ser una de les proves del programa d'atletisme disputades durant els Jocs Olímpics de París de 1924. La prova es va disputar el 8 i 9 de juliol de 1924 i hi van prendre part 65 atletes de 33 nacions diferents.

## Medallistes
| Or                   | Plata                 | Bronze             |
| Jackson Scholz (USA) | Charles Paddock (USA) | Eric Liddell (GBR) |

## Rècords
Aquests eren els rècords del món i olímpic que hi havia abans de la celebració dels Jocs Olímpics de 1924.
| Rècord del Món | 21.2" | Willie Applegarth | Londres (GBR)   | 4 de juliol de 1914 |
| Rècord Olímpic | 21.6" | Archie Hahn       | St. Louis (USA) | 31 d'agost de 1904  |

Jackson Scholz, dels Estats Units, igualà el rècord olímpic en la final.

## Resultats
Tots els temps són en segons.

### Sèries
La primera ronda es va disputar el 8 de juliol. Els dos primers classificats de cada sèrie passen a la segona ronda.
Sèrie 1
| Posició | Atleta                      | Temps | Qual. |
| ------- | --------------------------- | ----- | ----- |
| 1       | Howard Kinsman (RSA)        | 21.8  | Q     |
| 2       | André Mourlon (FRA)         | 21.8  | Q     |
| 3       | Pietro Pastorino (ITA)      | 22.1  |       |
| 4       | James Hall (IND)            | 22.5  |       |
| 5       | José María Larrabeiti (ESP) |       |       |

Sèrie 2
| Posició | Atleta                 | Temps | Qual. |
| ------- | ---------------------- | ----- | ----- |
| 1       | Bayes Norton (USA)     | 21.8  | Q     |
| 2       | Cyril Coaffee (CAN)    |       | Q     |
| 3       | Carlos Garcés (MEX)    |       |       |
| 4       | Félix Mendizábal (ESP) |       |       |

Sèrie 3
| Posició | Atleta                 | Temps | Qual. |
| ------- | ---------------------- | ----- | ----- |
| 1       | Eric Liddell (GBR)     | 22.2  | Q     |
| 2       | Rudolf Rauch (AUT)     | 22.6  | Q     |
| 3       | Joseph Hilger (LUX)    |       |       |
| 4       | Herminio Ahumada (MEX) |       |       |

Sèrie 4
| Posició | Atleta                | Temps | Qual. |
| ------- | --------------------- | ----- | ----- |
| 1       | Arthur Porritt (NZL)  | 22.4  | Q     |
| 2       | Larry Armstrong (CAN) |       | Q     |
| 3       | Karl Borner (SUI)     |       |       |
| 4       | Lauri Härö (FIN)      |       |       |

Sèrie 5
| Posició | Atleta                | Temps | Qual. |
| ------- | --------------------- | ----- | ----- |
| 1       | Henricus Broos (NED)  | 22.6  | Q     |
| 2       | George Dunston (RSA)  |       | Q     |
| 3       | Paul Hammer (LUX)     |       |       |
| 4       | Mogens Truelsen (DEN) |       |       |
| 5       | Oto Seviško (LAT)     |       |       |

Sèrie 6
| Posició | Atleta               | Temps | Qual. |
| ------- | -------------------- | ----- | ----- |
| 1       | Jackson Scholz (USA) | 22.4  | Q     |
| 2       | George Hester (CAN)  |       | Q     |
| 3       | Terence Pitt (IND)   |       |       |
| 4       | Pierre Parrain (FRA) |       |       |

Sèrie 7
| Posició | Atleta             | Temps | Qual. |
| ------- | ------------------ | ----- | ----- |
| 1       | Slip Carr (AUS)    | 22.6  | Q     |
| 2       | William Lowe (IRL) | 23.0  | Q     |
| 3       | Jan de Vries (NED) | 23.2  |       |

Sèrie 8
| Posició | Atleta                      | Temps | Qual. |
| ------- | --------------------------- | ----- | ----- |
| 1       | John McKechenneay (CAN)     | 23.2  | Q     |
| 2       | Roy Norman (AUS)            |       | Q     |
| 3       | Alexandros Papafingos (GRE) |       |       |
| 4       | Alois Linka (TCH)           |       |       |
| 5       | Wilfred Hildreth (IND)      |       |       |

Sèrie 9
| Posició | Atleta               | Temps | Qual. |
| ------- | -------------------- | ----- | ----- |
| 1       | Wilfred Nichol (GBR) | 22.6  | Q     |
| 2       | Ferenc Gerő (HUN)    |       | Q     |
| 3       | José Martínez (MEX)  |       |       |

Sèrie 10
| Posició | Atleta                    | Temps | Qual. |
| ------- | ------------------------- | ----- | ----- |
| 1       | Harold Abrahams (GBR)     | 22.2  | Q     |
| 2       | Charles Paddock (USA)     | 22.3  | Q     |
| 3       | Gentil dos Santos (POR)   | 23.0  |       |
| 4       | Johannes van Kampen (NED) | 23.1  |       |
| 5       | Diego Ordóñez (ESP)       |       |       |

Sèrie 11
| Posició | Atleta                        | Temps | Qual. |
| ------- | ----------------------------- | ----- | ----- |
| 1       | Paul Brochart (BEL)           | 23.0  | Q     |
| 2       | Konstantinos Pantelidis (GRE) |       | Q     |
| 3       | Stanko Perpar (YUG)           |       |       |

Sèrie 12
| Posició | Atleta               | Temps | Qual. |
| ------- | -------------------- | ----- | ----- |
| 1       | Lajos Kurunczy (HUN) | 22.6  | Q     |
| 2       | Sasago Tani (JPN)    |       | Q     |
| 3       | Gvido Jekals (LAT)   |       |       |

Sèrie 13
| Posició | Atleta                    | Temps | Qual. |
| ------- | ------------------------- | ----- | ----- |
| 1       | George Hill (USA)         | 22.0  | Q     |
| 2       | Thomas Matthewman (GBR)   |       | Q     |
| 3       | Alvaro de Oliveira (BRA)  |       |       |
| 4       | Aleksander Szenajch (POL) | 22.8  |       |
| 5       | Mariano Aguilar (MEX)     |       |       |

Sèrie 14
| Posició | Atleta               | Temps | Qual. |
| ------- | -------------------- | ----- | ----- |
| 1       | Joseph Jackson (FRA) | 22.8  | Q     |
| 2       | Félix Escobar (ARG)  | 23.0  | Q     |
| 3       | Zygmunt Weiss (POL)  | 23.4  |       |

Sèrie 15
| Posició | Atleta                      | Temps | Qual. |
| ------- | --------------------------- | ----- | ----- |
| 1       | Maurice Degrelle (FRA)      | 22.6  | Q     |
| 2       | Marinus van den Berge (NED) |       | Q     |
| 3       | David Nepomuceno (PHI)      |       |       |

Sèrie 16
| Posició | Atleta                 | Temps | Qual. |
| ------- | ---------------------- | ----- | ----- |
| 1       | Sean Lavan (IRL)       | 23.2  | Q     |
| 2       | Joan Junquera (ESP)    |       | Q     |
| 3       | Reinhold Kesküll (EST) |       |       |

Sèrie 17
| Posició | Atleta               | Temps | Qual. |
| ------- | -------------------- | ----- | ----- |
| 1       | Valéry Théard (HAI)  | 23.6  | Q     |
| 2       | Jānis Oja (LAT)      |       | Q     |
| 3       | Mohamed Burhan (TUR) |       |       |

### Quarts de final
Els quarts de final es disputaren el 8 de juliol. Els dos primers classificats de cada sèrie passen a les semifinals.
Quarts de final 1
| Posició | Atleta                | Temps | Qual. |
| ------- | --------------------- | ----- | ----- |
| 1       | Charles Paddock (USA) | 22.2  | Q     |
| 2       | Wilfred Nichol (GBR)  | 22.6  | Q     |
| 3       | George Dunston (RSA)  |       |       |
| 4       | Jānis Oja (LAT)       |       |       |
| 5       | Rudolf Rauch (AUT)    |       |       |

Quarts de final 2
| Posició | Atleta                   | Temps | Qual. |
| ------- | ------------------------ | ----- | ----- |
| 1       | Slip Carr (AUS)          | 21.8  | Q     |
| 2       | Eric Liddell (GBR)       |       | Q     |
| 3       | Joseph Jackson (FRA)     |       |       |
| 4       | Sean Lavan (IRL)         |       |       |
| 5       | John MacKechenneay (CAN) |       |       |
| 6       | Joan Junquera (ESP)      |       |       |

Quarts de final 3
| Posició | Atleta                  | Temps | Qual. |
| ------- | ----------------------- | ----- | ----- |
| 1       | Jackson Scholz (USA)    | 21.8  | Q     |
| 2       | Cyril Coaffee (CAN)     |       | Q     |
| 3       | Sasago Tani (JPN)       |       |       |
| 4       | Valéry Théard (HAI)     |       |       |
| 5       | Roy Norman (AUS)        |       |       |
| 6       | Kostas Pantelidis (GRE) |       |       |

Quarts de final 4
| Posició | Atleta                 | Temps | Qual. |
| ------- | ---------------------- | ----- | ----- |
| 1       | Harold Abrahams (GBR)  | 22.0  | Q     |
| 2       | Bayes Norton (USA)     | 22.3  | Q     |
| 3       | Maurice Degrelle (FRA) | 22.4  |       |
| 4       | Ferenc Gerő (HUN)      | 22.4  |       |
| 5       | Laurie Armstrong (CAN) |       |       |
| 6       | Félix Escobar (ARG)    |       |       |

Quarts de final 5
| Posició | Atleta                      | Temps | Qual. |
| ------- | --------------------------- | ----- | ----- |
| 1       | Arthur Porritt (NZL)        | 22.0  | Q     |
| 2       | André Mourlon (FRA)         | 22.1  | Q     |
| 3       | Lajos Kurunczy (HUN)        |       |       |
| 4       | Thomas Matthewman (GBR)     |       |       |
| 5       | William Lowe (IRL)          |       |       |
| 6       | Marinus van den Berge (NED) |       |       |

Quarts de final 6
| Posició | Atleta               | Temps | Qual. |
| ------- | -------------------- | ----- | ----- |
| 1       | George Hill (USA)    | 21.8  | Q     |
| 2       | Howard Kinsman (RSA) |       | Q     |
| 3       | Paul Brochart (BEL)  |       |       |
| 4       | George Hester (CAN)  |       |       |
| 5       | Henricus Broos (NED) |       |       |

### Semifinals
Les semifinals es disputaren el 9 de juliol. Els tres primers de cada semifinal passen a la final.
Semifinal 1
| Posició | Atleta                | Temps | Qual. |
| ------- | --------------------- | ----- | ----- |
| 1       | Jackson Scholz (USA)  | 21.8  | Q     |
| 2       | George Hill (USA)     | 21.8  | Q     |
| 3       | Harold Abrahams (GBR) | 21.9  | Q     |
| 4       | Slip Carr (AUS)       | 22.1  |       |
| 5       | Wilfred Nichol (GBR)  | 22.4  |       |
| 6       | Arthur Porritt (NZL)  | 22.6  |       |

Semifinal 2
| Posició | Atleta                | Temps | Qual. |
| ------- | --------------------- | ----- | ----- |
| 1       | Charles Paddock (USA) | 21.8  | Q     |
| 2       | Eric Liddell (GBR)    | 21.8  | Q     |
| 3       | Bayes Norton (USA)    | 22.1  | Q     |
| 4       | André Mourlon (FRA)   | 22.2  |       |
| 5       | Howard Kinsman (RSA)  | 22.3  |       |
| 6       | Cyril Coaffee (CAN)   | 22.4  |       |

### Final
La final es disputà el 9 de juliol.
| Posició | Atleta                | Temps   |
| ------- | --------------------- | ------- |
| 1       | Jackson Scholz (USA)  | 21.6 OR |
| 2       | Charles Paddock (USA) | 21.7    |
| 3       | Eric Liddell (GBR)    | 21.9    |
| 4       | George Hill (USA)     | 22.0    |
| 5       | Bayes Norton (USA)    | 22.0    |
| 6       | Harold Abrahams (GBR) | 22.3    |